# Margaret Godolphin
Margaret Godolphin (2 de agosto de 1652-9 de septiembre de 1678, también conocida como Margaret Blagge) fue dama de honor de la corte real británica. Escogió a John Evelyn como mentor, quien fue el autor de su posteriormente conocida biografía.

## Biografía

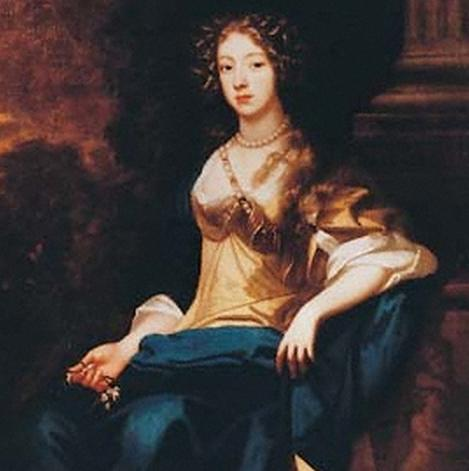
Margaret Godolphin, posiblemente por Mary Beale

Margaret Blagge probablemente nació en Londres el 2 de agosto de 1652, hija del Coronel Thomas Blagge y de su mujer. Su padre, partidario de la realeza, murió en 1660.
Hacia 1666 se convirtió en Dama de Honor de Anne Hyde, duquesa de York. Cuando la duquesa murió en 1671, fue empleada por la Reina con la misma función.
Eligió a John Evelyn como mentor y "padre espiritual" en 1672. Margaret tenía 20 años de edad y Evelyn 52, quien le aconsejó acerca de su fe y del aprendizaje religioso, y posteriormente escribiría un libro sobre su vida.
Se casó con Sidney Godolphin, primer Conde de Godolphin el 16 de mayo de 1676 cuando ella era una dama de honor de la corte, y él era uno de los políticos más importantes de Inglaterra.
Dio a luz a Francis Godolphin, 2º Conde de Godolphin, el 3 de septiembre de 1678, y debido a complicaciones tras el parto, murió en Whitehall el 9 de septiembre.

## Legado
Godolphin fue enterrada en la iglesia parroquial de Breage en Cornualles algunos días más tarde. John Evelynn escribió un relato de su vida, relato que se mantuvo en poder de la familia Harcourt hasta que llegó a manos de Edward Venables-Vernon-Harcourt, Obispo de York, quien preparó el texto para ser publicado en 1847 con la asistencia del Obispo de Oxford.